# Harald Troch

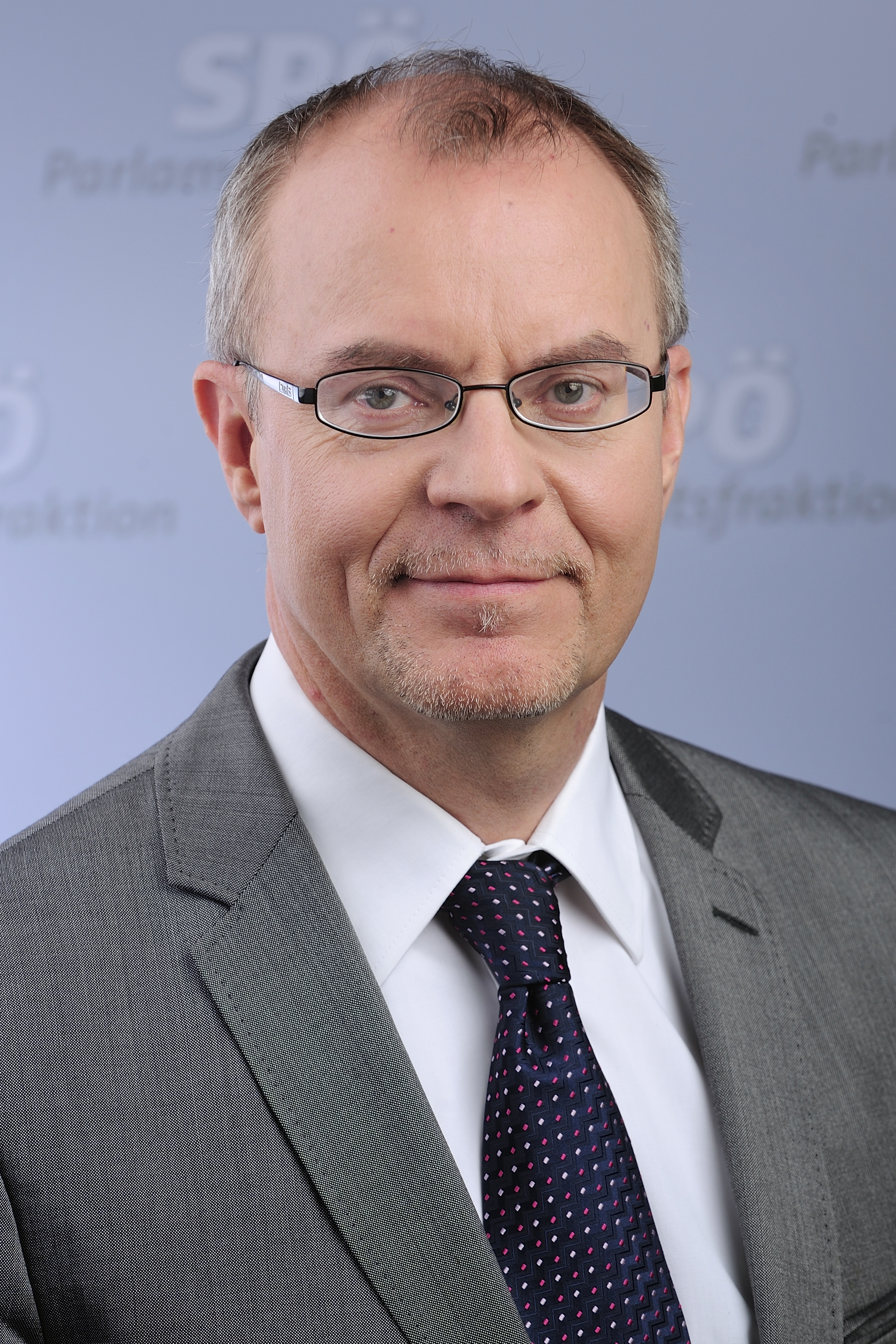
Harald Troch 2014

Harald Troch (* 2. Mai 1959 in Wien) ist ein österreichischer Historiker, Pädagoge und Abgeordneter des österreichischen Nationalrats (SPÖ). Er war von 2001 bis 2013 Abgeordneter zum Wiener Landtag und Mitglied des Wiener Gemeinderats. 2013 wurde er in den Nationalrat gewählt, dem er bis Oktober 2024 angehörte.

## Ausbildung und Beruf
Harald Troch besuchte zwischen 1965 und 1969 die Volksschule Herderplatz und von 1969 bis 1976 das Bundesrealgymnasium Gottschalkgasse, beide in Wien-Simmering. Troch leistete seinen Präsenzdienst ab und studierte anschließend Geschichte, Anglistik und Pädagogik an der Universität Wien, an der er 1985 promovierte. Er absolvierte zwischen 1989 und 1996 eine Trainerausbildung und 1992 eine Ausbildung zum Dokumentar.
Troch ist seit 1984 in der Erwachsenenbildung tätig und hält Vorträge und Workshops zu geschichtlichen Themen und politischer Bildung. Zudem erteilt er Englischunterricht. Er ist seit 1989 Mitarbeiter der Stadt Wien, ist im Wiener Stadt- und Landesarchiv beschäftigt, Bibliothekar und wissenschaftlicher Mitarbeiter im Verein für Geschichte der Arbeiterbewegung.

## Politik
Harald Troch engagierte sich ab 1986 in der SPÖ-Bezirksorganisation Simmering und war von 1987 bis 1989 Mandatar des Verbands Sozialistischer StudentInnen (VSStÖ). Zudem war Troch zwischen 1988 und 1989 Vorsitzender des VSStÖ Wien. In der Folge arbeitete Troch wieder verstärkt für die SPÖ Simmering, wo er seit 1992 die SPÖ-Sektion Geiselberg leitet und von 1993 bis 2001 Bezirksrat war. Seit 1998 ist Troch zudem Mitglied des Bezirksparteivorstandes, ab April 2007 war er auch Vorsitzender der SPÖ-Bezirksorganisation. Bei der Bezirkskonferenz der SPÖ Simmering im September 2021 wurde Rudolf Kaske als Nachfolger von Troch zum Bezirksparteivorsitzenden gewählt.
Troch vertrat die SPÖ von 2001 bis 2013 im Wiener Landtag und Gemeinderat und war in der 18. Gesetzgebungsperiode Mitglied in den Ausschüssen „Wohnen, Wohnbau und Stadterneuerung“ und „Stadtentwicklung und Verkehr“.